# Cantone di Le Buisson-de-Cadouin
Il Cantone di Le Buisson-de-Cadouin era una divisione amministrativa dell'arrondissement di Bergerac.
A seguito della riforma approvata con decreto del 21 febbraio 2014, che ha avuto attuazione dopo le elezioni dipartimentali del 2015, è stato soppresso.

## Composizione
Comprendeva i comuni di:
- Alles-sur-Dordogne
- Badefols-sur-Dordogne
- Bouillac
- Le Buisson-de-Cadouin
- Calès
- Molières
- Pontours
- Urval